# Water Works Corner

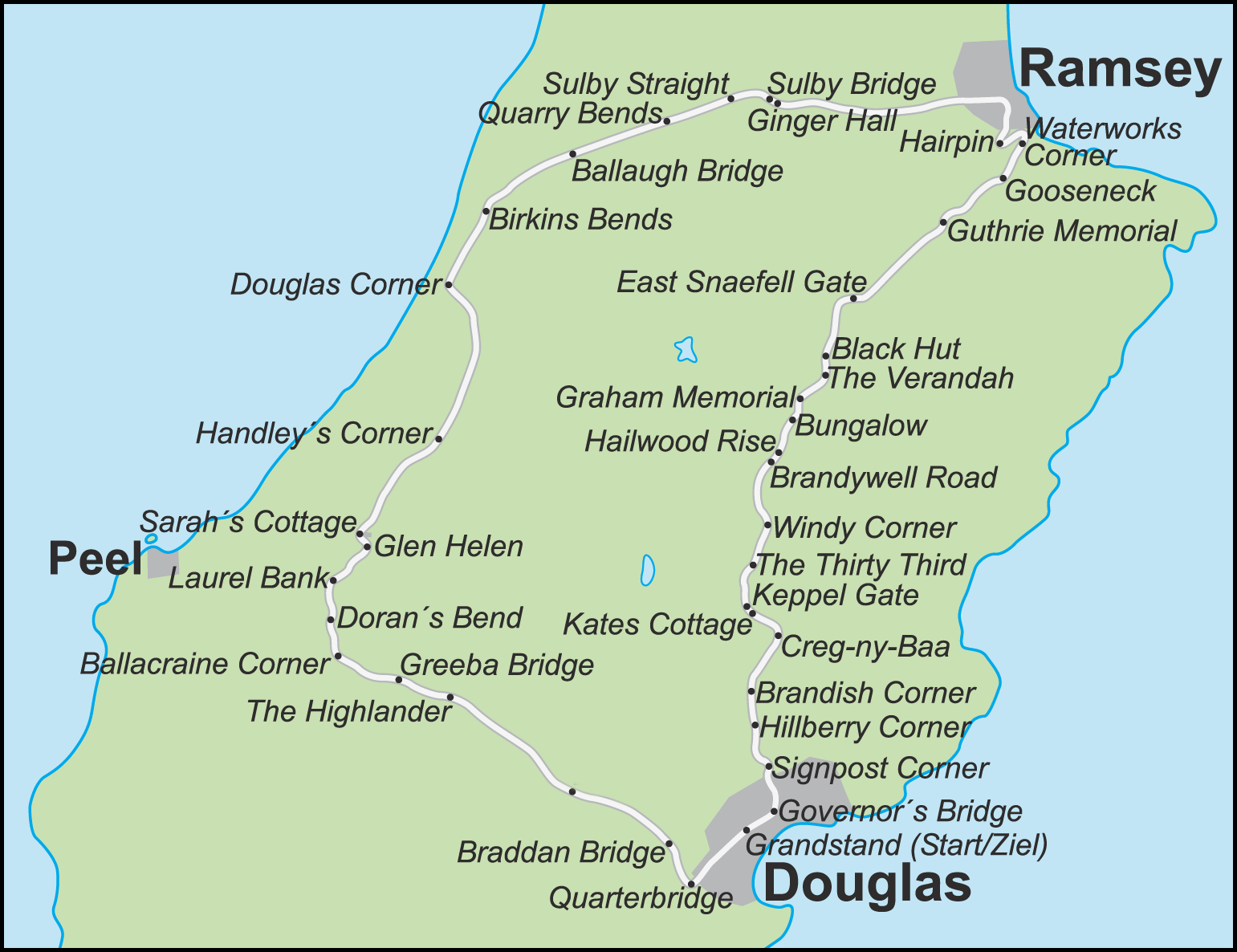
Water Works Corner ligt in het noordoostelijke deel van de Mountain Course, bij de stad Ramsey

Water Works Corner is een bochtencombinatie in de A18 Ramsey-Douglas op het eiland Man. Het ligt in de civil parish Maughold. Water Works Corner ligt ongeveer 600 meter voorbij de Ramsey Hairpin en de naam refereert aan de nabijgelegen waterzuiveringsinstallatie Ballure Reservoir. 
Tower Bends (Manx-Gaelisch: Ballastowell – boerderij van McStoile) is genoemd naar Albert Tower, een toren die werd gebouwd ter herinnering aan het bezoek van prins Albert en koningin Victoria in september 1847. Tijdens het Koninklijk bezoek op 20 september 1847 aan het eiland Man meerde de koninklijke familie met het jacht HMY Victoria and Albert aan in de baai van Ramsey. Prins Albert werd met een sloep van boord gehaald en beklom eerst de Lhergy Frissel om van bovenaf de stad Ramsey de bekijken. Deze plaats werd bekend als "Albert's Mount". In 1848 werd als herinnering een 13½ meter hoge toren gebouwd. Bij Tower Bends loopt een verharde weg steil naar beneden richting Ballure Reservoir.

## Isle of Man TT en Manx Grand Prix
Water Works Corner en Tower Bends liggen ook langs de Snaefell Mountain Course, het stratencircuit dat wordt gebruikt voor de Isle of Man TT en de Manx Grand Prix. Ze maakten ook deel uit van de Highland Course en de Four Inch Course, die werden gebruikt voor de Gordon Bennet Trial en de RAC Tourist Trophy tussen 1904 en 1922. 

### Circuitverloop

#### Water Works Corner
Water Works Corner bestaat eigenlijk uit twee rechter bochten, waarvan de tweede aanmerkelijk scherper is dan de eerste. In de beginjaren van de Mountain Course, van 1911 tot aan de Eerste Wereldoorlog, zwoegden de coureurs omhoog vanaf Ramsey Hairpin over onverharde wegen die bezaaid waren met steenslag en hoefnagels. Ze hadden bij regen slippende aandrijfriemen en bij zon koelproblemen. In de jaren dertig waren de motorfietsen sterker en het wegdek aanmerkelijk verbeterd nadat er vanaf de eerste helft van de jaren twintig begonnen was met het gebruik van "tar-macadam". In de jaren vijftig sprak John Surtees als over: "twee leuke uitdagende bochten". In de Jaren negentig haalde Steve Hislop er al 210 km/h, maar hij waarschuwde wel dat het belangrijk was rechts van de weg te blijven. Links ligt immers het laatste stukje trottoir vanaf Ramsey met daarnaast een laag muurtje en daarachter zou een flinke tuimeling richting het dal van Ballure Reservoir volgen. Toch willen coureurs hier wel graag veel snelheid houden, want na Water Works Corner begint de 18 kilometer lange snelle, boomloze Mountain Section richting Douglas. 

#### Tower Bends (Ballastowell) en 25e mijlpaal

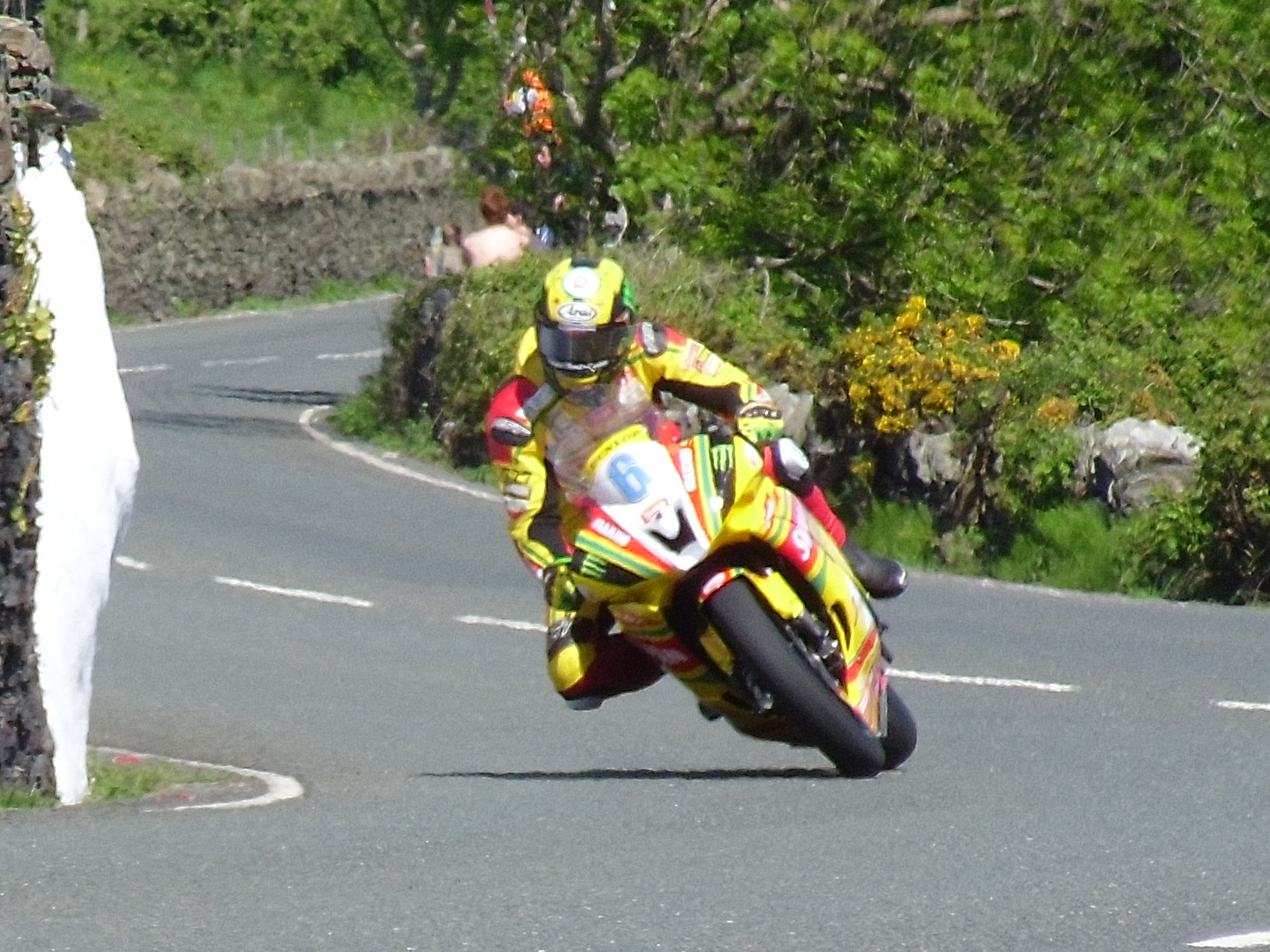
Ian Hutchinson bij Tower Bends in 2012

Tower Bends vormt een snelle S-bocht in de buurt van Albert Tower. Feitelijk is het een scherpe bocht naar rechts gevolgd door twee linker bochten. Veel coureurs kennen de naam niet en refereren aan "de bochten tussen Water Works en Gooseneck", maar de echte toppers nemen deze bochten zeer serieus. Ondanks het vaak slechte wegdek moeten ze volgens Ian Lougher worden "aangevallen, om tijd te winnen en om snelheid te houden tot aan de Gooseneck". Minder ervaren rijders zijn waarschijnlijk meer onder de indruk van de hoge, bedreigende stenen muur aan de rechterkant van de weg. Meteen na Tower Bends passeert men de 25e mijlpaal van de Mountain Course.

## Gebeurtenissen bij Water Works Corner
- In 1939 werd de weg bij Water Works Corner verbreed
- Op 14 juni 1956 verongelukte Peter Kirkham met een 350 cc BSA Gold Star tijdens de Clubmans Junior TT
- Op 3 juni 1988 verongelukte Kenneth Harmer met een 750 cc Honda RC 30 tijdens de training voor de Isle of Man TT

## Trivia

### Valpartijen
- Net als het hele circuit kent Water Works Corner de nodige, meestal onschuldige valpartijen. Ernie Lyons (1947), Mike Kelly (1963) en Charlie Williams (1976) behoren tot de bekendste, maar de meest opmerkelijke val was wellicht die van Sammy Miller in 2008. Sammy was al 75 jaar oud en racete dan ook niet meer. Hij reed een ererondje (Parade Lap) met een oude Ducati, maar ging toch snel genoeg om over het muurtje in de buitenbocht te vliegen.
- Phillip McCallen joeg tijdens de Junior TT van 1995 achter Iain Duffus aan. Hij wist Iain in de derde ronde te passeren, maar Duffus besloot hem te laten gaan. Hij zei later: "McCallen reed zo hard - veel harder dan ik durfde. Het was angstwekkend". In de laatste ronde zag Iain Duffus toen hij rond de eerste bocht van Water Works kwam allemaal stukjes Honda liggen, en Phillip McCallen kruipend door de berm.

(Markante punten in cursief zijn onofficiële punten of worden alleen gebruikt binnen Marshal Sectors)
1e mijl:
TT Grandstand ·
Nobles Park ·
St Ninian's Crossroads ·
Bray Hill ·
Ago's Leap ·
Quarterbridge Road ·
1st Milestone ·
2e mijl:
Wal Handley Memorial Seat ·
Quarterbridge ·
Port-y-Chee Meadow ·
Braddan Bridge ·
Jubilee Oak ·
Braddan Bridge House ·
Braddan Depot ·
Snugborough (Cronk Dhoo) ·
2nd Milestone ·
3e mijl:
Union Mills (Mullen Dhoo, Mwyllin Dhoo Aah, Mullin Doway) ·
Railway Inn ·
Ballahutchin Hill (Elm Bank Hill) ·
3rd Milestone ·
4e mijl:
Ballafreer ·
Glenlough ·
Ballagarey Corner ·
Glen Vine (Glen Darragh) ·
Ballabeg ·
4th Milestone ·
5e mijl:
Crosby ·
Crosby Left (Vicarage Corner) ·
Crosby Cross-Roads ·
5th Milestone ·
6e mijl:
Crosby Hill (Ballaglonney Hill of Halfway Hill) ·
Halfway House (The Waggon & Horses) ·
St Trinian's ·
The Highlander ·
Greeba Verandah ·
Pear Tree Cottage ·
Greeba Castle ·
6th Milestone ·
7e mijl:
Appledene (Shimmin's Corner) ·
Central Valley (Greeba Gap) ·
Greeba Bridge ·
The Hawthorn ·
Knock Breck ·
Gorse Lea ·
7th Milestone ·
8e mijl:
Ballagarraghyn ·
Ballacraine ·
Ballaspur ·
Ballig ·
8th Milestone ·
9e mijl:
Ballig Bridge ·
Doran's Bend ·
Laurel Bank ·
9th Milestone ·
10e mijl
Glen Moar Mill ·
Black Dub ·
Quarter-Distance Marker ·
The Vaish ·
Glen Helen (Glen Rhenass) ·
Sarah's Cottage ·
Creg Willey's Hill ·
10th Milestone ·
11e mijl:
Lambfell Beg ·
Lambfell (Moar) Cottage ·
Cronk-y-Voddy (Cronk-y-Voddy Straight) ·
Cronk-y-Voddy Cross Roads ·
Molyneux's ·
Cronk Bane Farm ·
11th Milestone ·
12e mijl:
Drinkwater's Bend ·
Handley's Corner (Cronk-y-Fedjag, Ballamenagh) ·
12th Milestone ·
13e mijl:
McGuinness's (Shoughlaigue Bridge) ·
Ballaskyr ·
Barregarrow Cross Roads (Cronk Aashen) ·
Barregarrow ·
Little Bray ·
Barregarrow Bottom ·
Cammal Farm ·
Cronk Urleigh ·
13th Milestone ·
14e mijl:
Ballalonna Bridge ·
Westwood Corner ·
Ballakinnag ·
14th Milestone ·
15e mijl:
Douglas Road Corner ·
Glen Wyllin Corner ·
The Mitre ·
Dave Saville Memorial Seat ·
Kirk Michael ·
The White House ·
15th Milestone ·
16e mijl:
Birkin's Bend ·
Rhencullen ·
Bishopscourt ·
Bishopscourt Farm Bends ·
Bishopscourt Straight ·
Orrisdale North ·
16th Milestone ·
17e mijl:
Dub Cottage (Bishop's Dub) ·
Alpine Cottage ·
Balla Cobb ·
17th Milestone ·
18e mijl:
Ballaugh Bridge ·
Ballaugh ·
Gwen's ·
Ballacrye Corner ·
Ballacrye ·
18th Milestone ·
19e mijl:
Quarry Bends ·
Ballavolley ·
Wildlife Park ·
Sulby Straight ·
Half-distance Marker ·
19th Milestone ·
20e mijl:
Sulby ·
Sulby Glen Hotel ·
Sulby Crossroads ·
Sulby Bridge ·
20th Milestone ·
21e mijl:
Ginger Hall ·
Kerrowmoar ·
21st Milestone ·
22e mijl:
Glen Duff ·
Glentramman ·
Temple Corner (Water Through Corner) ·
Glentramman Loop Road ·
Churchtown ·
Caravan ·
22nd Milestone ·
23e mijl:
Lezayre War Memorial ·
Ballakillingan ·
Conker Fields ·
K-tree ·
Sky Hill ·
Milntown Cottage (Pinfold Cottage) ·
Milntown Bridge (Glen Auldyn Bridge) ·
Milntown ·
Gardener's Lane ·
23rd Milestone ·
24e mijl:
Lezayre Road ·
School House Corner (Crossags, Russel's Corner) ·
Parliament Square ·
Queen's Pier Road ·
Ramsey Depot ·
Cruickshanks Corner ·
May Hill ·
24th Milestone ·
25e mijl:
Whitegates ·
Stella Maris ·
Ramsey Hairpin ·
Little Gooseneck ·
Water Works Corner ·
Ballure Reservoir ·
Mountain Section ·
Tower Bends ·
25th Milestone ·
26e mijl:
Gooseneck ·
Joey's (26th Milestone) ·
27e mijl:
Guthrie's Memorial ·
The Cutting ·
27th Milestone ·
28e mijl:
Milligan's Bridge ·
Mountain Mile ·
28th Milestone ·
29e mijl:
Three-Quarter distance marker ·
Mountain Box (East Mountain Gate, East Snaefell Gate) ·
29th Milestone ·
30e mijl:
Casey's (Rice's Corner, George's Folly) ·
Black Hut (Stonebreakers Hut, Shepherd's Hut) ·
John Smyth Memorial Shelter ·
Verandah ·
30th Milestone ·
31e mijl:
Bungalow Bridge ·
Stonebridge ·
Les Graham Memorial ·
Bungalow Bends ·
McIntyre Box ·
Murray's Museum ·
Joey Dunlop Memorial ·
The Bungalow ·
31st Milestone ·
32e mijl:
Hailwood's Rise ·
Hailwood's Height ·
Brandywell (West Mountain Gate, Beinn-y-Phott Gate, Bungalow Gate) ·
Duke's (32nd Milestone) ·
33e mijl:
Windy Corner (Nobles Corner) ·
Nobles Park Road ·
Slieu Lhost Quarry ·
Thirty-Third (33rd Milestone) ·
34e mijl:
Keppel Gate (Clarke's Corner) ·
Kate's Cottage (Shepherd's House) ·
34th Milestone ·
35e mijl:
Creg-ny-Baa (the Keppel Hotel) ·
Gob-ny-Geay (Sunny Orchard) ·
35th Milestone ·
36e mijl:
Brandish Corner (Telegraph Hill, O'Donnell's en Upper Hillberry Corner) ·
Hillberry Corner ·
36th Milestone ·
37e mijl:
Glen Dhoo Farm ·
Hillberry Road ·
Cronk-ny-Mona ·
Johnny Watterson's Lane ·
Signpost Corner ·
Bedstead Corner ·
The Nook ·
37th Milestone ·
38e mijl:
Bemahague ·
Governor's Bridge ·
Governor's Dip ·
Glencrutchery Road ·
38th Milestone